# Claes Varenius
Claes Herbert Otto Varenius, född 16 mars 1920 i Stockholm, död 11 juli 1991 i Sollentuna församling, Stockholms län, var en svensk arkeolog.
Varenius, som var son till professor Otto Varenius och Gurli Lindbäck, avlade studentexamen 1941 och blev filosofie kandidat vid Stockholms högskola 1948. Han var anställd vid Stockholms stadsmuseum 1940–1947, övergick till Riksantikvarieämbetet 1948 och blev antikvarie där 1954. Han skrev bland annat Nordiska fartygstyper i förhistorisk tid (1948), En stormansgrav i Norrala (1961), Stor-Rebben: 1500 år av säsongsbosättning i Piteå skärgård (1964), Inventering i marginalområde: spår av primitiv kustbosättning (1978) och  Mercurius – ett medeltida kvarter i Gamla stan (1980).